# Otto Becker (Historiker)
Otto Friedrich Max Becker (* 17. Juli 1885 in Malchow; † 17. April 1955 in Kiel) war ein deutscher Historiker.

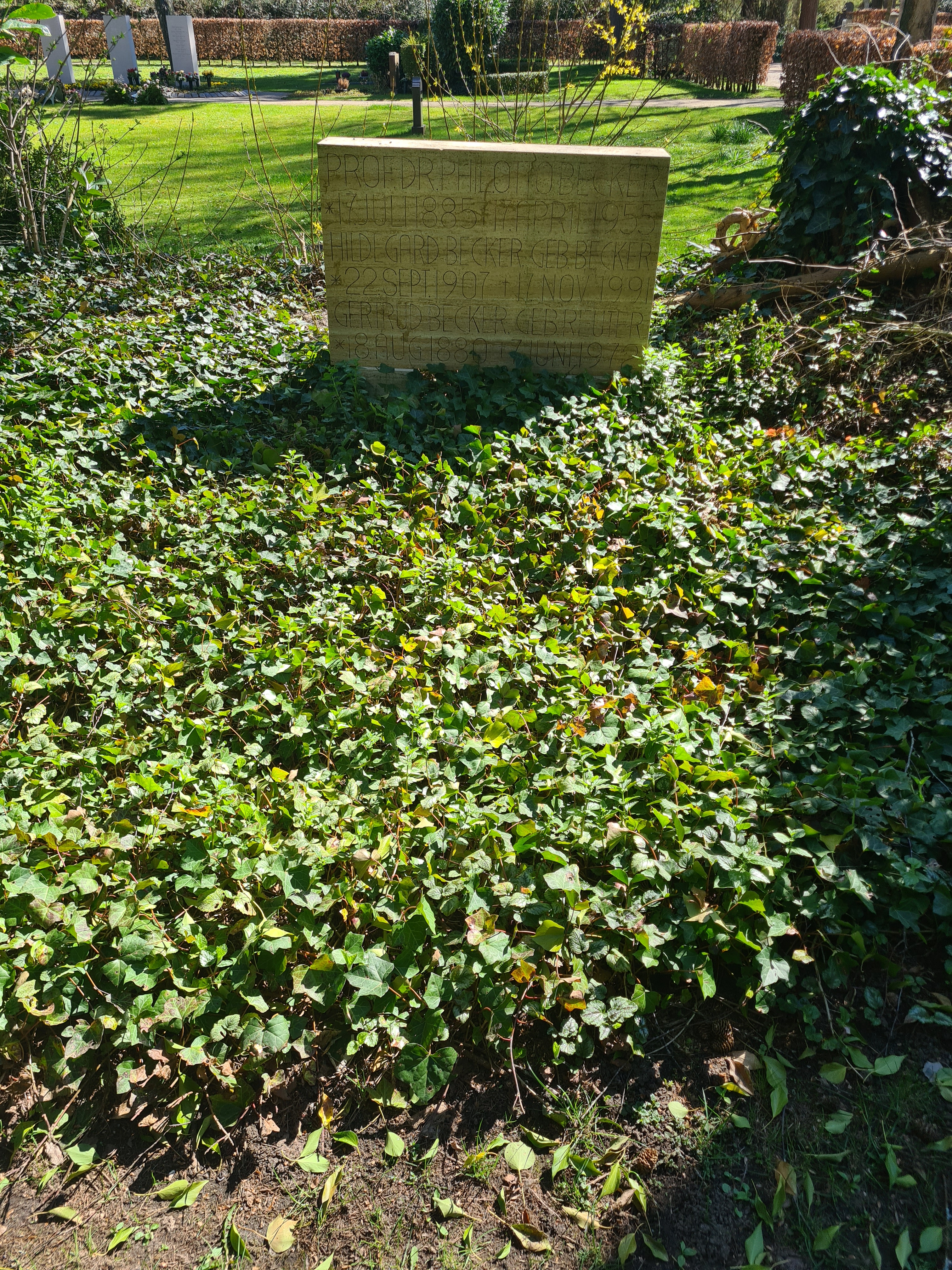
Das Grab von Otto Becker und seiner Ehefrau Hildegard auf dem Nordfriedhof (Kiel)

## Leben
Otto Becker wurde als Sohn eines Tuchmachers, Fabrikbesitzers und Kommerzienrats geboren. Nach seinem Schulabschluss mit dem Abitur an der Domschule Güstrow 1905 studierte er an der Universität Heidelberg, der Albert-Ludwigs-Universität Freiburg und der Friedrich-Wilhelms-Universität Berlin. Becker wurde 1909 mit einer Arbeit zur „Verfassungspolitik der französischen Regierung beim Beginn der großen Revolution“ promoviert. 1910 arbeitete er zusammen mit dem japanischen Historiker Hisho Saito an der Herausgabe einer Geschichte Japans in deutscher Sprache. In den Jahren 1910 und 1911 diente er als Einjährig-Freiwilliger in einem Artillerieregiment. Von 1912 bis 1914 war er als Lektor an der Kaiserlichen Staatshochschule Okayama tätig. Er nahm zu Beginn des Ersten Weltkriegs an den Kämpfen zur Verteidigung des vom Deutschen Reich kontrollierten Hafens im chinesischen Tsingtau teil (Belagerung von Tsingtau) und geriet nach dem Sieg der japanisch-britischen Verbündeten in Kriegsgefangenschaft. Erst 1920 kehrte er nach Deutschland zurück und arbeitete als Privatsekretär des Aufsichtsratsvorsitzenden von Siemens und Halske, Carl Friedrich von Siemens. Er führte von 1920 bis 1927 die Geschäfte der Notgemeinschaft der Deutschen Wissenschaft. Parallel dazu erfolgte 1924 in Berlin seine Habilitation für Mittlere und neue Geschichte. 1927 wurde Otto Becker ordentlicher Professor an der Universität Halle. Ab 1931 war er an der Christian-Albrechts-Universität zu Kiel tätig. 1935/1936 war er zeitweilig im Gespräch, eine Position als Austauschprofessor in Tokio zu übernehmen. Seine Emeritierung erfolgte im Jahr 1953.
Otto Becker gehörte am 4. Januar 1946 zu den Gründungsmitgliedern des Landesverbandes CDU Schleswig-Holstein und galt als ihr „programmatischer Kopf“. Ab April 1946 bis 1951 war er – nebst dem Notar Max Emcke, dem Kieler Oberbürgermeister Willi Koch und dem ehemaligen Verleger Curt Heinrich der Kieler Zeitung und der Kieler Neueste Nachrichten – als Lizenzträger mit 10 Prozent an den neugegründeten Kieler Nachrichten beteiligt.
1950 beteiligte er sich an der Gründung der Ranke-Gesellschaft und wurde Mitherausgeber von deren Zeitschrift Das Historisch-Politische Buch.

## Mitgliedschaften
- 1920 DDP (für kurze Zeit)
- danach Liberale Vereinigung
- 1926 Jungnationale Vereinigung
- 1933 Deutsche Gesellschaft für Wehrpublizistik und Wehrwissenschaften, Kampfbund für deutsche Kultur
- 1934 Deutscher Luftsportverband, Beamtenbund
- 1946 CDU[5]
- 1950 Ranke-Gesellschaft

## Familie
Otto Becker war seit 1928 mit Hildegard Becker (geb. Becker, 1907–1991) verheiratet und hatte fünf Kinder.

## Nachlass
Otto Beckers Nachlass befindet sich im Landesarchiv Schleswig-Holstein und im Bundesarchiv Koblenz.

## Schriften (Auswahl)
- Die Verfassungspolitik der französischen Regierung beim Beginn der großen Revolution, Berlin 1910.
- Deutschlands Zusammenbruch und Auferstehung. Die Erneuerung der Staatsgesinnung auf Grund der Lehren unserer jüngsten Vergangenheit, Berlin 1921.
- Bedingungen für Deutschlands Wiederaufstieg. Deutschlands Zusammenbruch und Auferstehung. 2. Teil, 2. Auflage, Berlin 1922.
- Bismarck und die Einkreisung Deutschlands. Bd. 1: Bismarcks Bündnispolitik. Bd. 2: Das französisch-russische Bündnis. Berlin 1923–1925.
- Weimarer Reichsverfassung und nationale Entwicklung, Berlin 1931.
- Der ferne Osten und das Schicksal Europas. Ein Beitrag zur Geschichte der Einkreisg und des Weltkrieges. Koehler & Amelang, Leipzig 1940.
- Bismarcks kleindeutsche und gesamtdeutsche Politik. In: Kieler Blätter. Bd. 1 (1942), S. 45–58.
- Bismarcks Ringen um Deutschlands Gestaltung. Hrsg. und ergänzt von Alexander Scharff, Heidelberg 1958.